# Kärrysaari (ö i Norra Savolax)
Kärrysaari är en ö i Finland.   Den ligger i kommunen Kaavi i den ekonomiska regionen  Nordöstra Savolax ekonomiska region  och landskapet Norra Savolax, i den centrala delen av landet, 400 km nordost om huvudstaden Helsingfors. Kärrysaari ligger i sjön Saarijärvi.